# Lijst van voetbalinterlands Cambodja - Filipijnen (vrouwen)
Deze lijst van voetbalinterlands is een overzicht van alle officiële voetbalinterlands tussen de nationale vrouwenteams van Cambodja en de Filipijnen. De landen hebben tot nu toe twee keer tegen elkaar gespeeld. 

## Wedstrijden
| № | Plaats     | Datum       | Competitie                                | Wedstrijd             | Uitslag |
| - | ---------- | ----------- | ----------------------------------------- | --------------------- | ------- |
| 1 | Cẩm Phả    | 9 mei 2022  | Zuidoost-Aziatische Spelen 2021           | Filipijnen − Cambodja | 5 − 0   |
| 2 | Phnom Penh | 2 juli 2025 | Aziatisch kampioenschap 2026 kwalificatie | Cambodja − Filipijnen | 0 − 6   |

## Samenvatting
| Competitie                           | Totaal gespeeld | Winst Cambodja | Gelijk | Winst Filipijnen | Doelsaldo Cambodja – Filipijnen |
| ------------------------------------ | --------------- | -------------- | ------ | ---------------- | ------------------------------- |
| Aziatisch kampioenschap kwalificatie | 1               | 0              | 0      | 1                | 0 − 6                           |
| Zuidoost-Aziatische Spelen           | 1               | 0              | 0      | 1                | 0 − 5                           |
| Totaal                               | 2               | 0              | 0      | 2                | 0 − 11                          |